# Kobiałki (przystanek kolejowy)
 Kobiałki  – przystanek kolejowy w Jamielniku-Kolonii, w województwie lubelskim, w Polsce.